# 군산금강중학교
군산금강중학교(群山錦江中學校)는 대한민국 전북특별자치도 군산시 미룡동에 있는 공립 중학교이다.

## 학교 연혁
- 2002년 11월 1일 : 군산금강중학교 설립 인가 (30학급)
- 2006년 3월 2일 : 군산금강중학교 개교 및 제1회 입학식 (10학급 348명)
- 2022년 3월 2일 : 제7대 김은하 교장 취임
- 2024년 2월 8일 : 제16회 졸업식(225명) 총 졸업생 수 4,161명
- 2024년 3월 4일 : 입학(신입생 232명 입학)

## 참고 자료
- 군산금강중학교 - 한국교육학술정보원 학교알리미